# Ajaure
Ajaure är en sjö i Storumans kommun i Lappland och ingår i Umeälvens huvudavrinningsområde. Sjön är 18,5 meter djup, har en yta på 15,7 kvadratkilometer och är belägen 438,1 meter över havet.

## Delavrinningsområde
Ajaure ingår i det delavrinningsområde (727245-148829) som SMHI kallar för Utloppet av Ajaure. Medelhöjden är 592 meter över havet och ytan är 71,53 kvadratkilometer. Räknas de 269 avrinningsområdena uppströms in blir den ackumulerade arean 3 184,85 kvadratkilometer. Avrinningsområdets utflöde Umeälven mynnar i havet. Avrinningsområdet består mestadels av skog (60 procent) och kalfjäll (16 procent). Avrinningsområdet har 15,7 kvadratkilometer vattenytor vilket ger det en sjöprocent på 21,9 procent.